# Аллея чудес
«Аллея чудес» (исп. El Callejón de los milagros; также известен как «Падшая любовь») — мексиканский фильм 1995 года со звёздным для мексиканского кино актёрским составом, включающим Эрнесто Гомеса Круса и Сальму Хайек. Сценарий фильма основан на романе «Улица Мидах» египетского писателя, лауреата Нобелевской премии, Нагиба Махфуза.
Действие оригинального сюжета происходит в Каире в 1940-е годы, но сценарий, адаптированный Висенте Ленеро, рассказывает о событиях 1990-х годов в небогатом пригороде Мехико. Фильм состоит из четырёх новелл, первые три из которых посвящены в большей степени одному из трёх героев: Дону Ру (Эрнесто Гомес Крус) — владельцу бара, где мужчины собираются, чтобы выпить и поиграть в домино; Альме (Сальма Хайек) — красивой девушке, живущей по соседству и мечтающей о любви; и Сюзаните (Маргарита Санс) — хозяйке дома, где живут Альма и многие другие персонажи фильма. Эти сюжетные линии пересекаются во времени и показывают некоторые события фильма с разных точек зрения. Четвёртая отстоит от них во времени.

## Сюжет
Рутильо (Дон Ру) владеет собственным баром. После тридцати лет брака он осознаёт, что женщины его больше не интересуют, и влюбляется в Джими — молодого продавца из галантерейного магазина. Сын Рутильо Чава, узнав об этом, нападает на Джими. Затем, думая, что совершил убийство, бежит в Соединённые Штаты, уговорив своего друга Абеля составить ему компанию.
К этому моменту Абелю удалось добиться взаимного чувства у красавицы Альмы. Уезжая в США, он рассчитывает заработать денег, чтобы жениться на девушке. Однако пообещавшая ждать Альма вскоре после отъезда Абеля соглашается выйти замуж за богатого торговца украшениями дона Фиделя. Только скоропостижная смерть последнего расстраивает свадьбу. Тогда Альма попадает под влияние Хосе Луиса — владельца дорогого борделя, уходит из дома и становится проституткой.
Мать Альмы, дона Ката предсказывает старой деве Сюзаните (хозяйке дома, где живут и Ката, и семья дона Ру), что та встретит мужчину своей мечты. Случайно этим мужчиной оказывается вороватый Гичо — бармен, работающий у дона Ру.
Спустя несколько лет Чава возвращается домой с женой и маленьким сыном. Узнав, что у него появился внук, Рутильо примиряется с сыном. Абель же по возвращении узнаёт, какая судьба постигла его невесту. Он решает отомстить Хосе Луису, но в результате умирает сам на руках своей возлюбленной.

## Актёрский состав
- Эрнесто Гомес Крус — Рутилио (Дон Ру)
- Мария Рохо — Дона Ката
- Сальма Хайек — Альма
- Бруно Бихир — Абель
- Делия Касанова — Эусебия
- Маргарита Санс — Сюзанита
- Хуан Мануэль Берналь — Чава
- Луис Фелипе Товар — Гичо
- Даниэль Хименес Качо — Хосе Луис
- Эстебан Соберанес — Джими

## Премии

### Премия «Ариэль»(Мексика) в 1995 году
- Лучший фильм
- Лучшая режиссура — Хорхе Фонс
- Лучшая актриса — Маргарита Санс
- Лучший актёр второго плана — Луис Филипе Товар
- Лучшие костюмы — Хайме Ортис
- Лучший монтаж — Карлос Саваж
- Лучший грим — Эльвира Ромеро
- Лучшая оригинальная музыкальная тема или песня — Люсия Альварес
- Лучшая оригинальная музыка к фильму — Люсия Альварес
- Лучшая работа художника — Карлос Гутьеррес
- Лучший сценарий — Висенте Ленеро

### Чикагский кинофестиваль(США) в 1995 году
- Приз зрительских симпатий

### Премия «Гойя»(Испания) в 1996 году
- Лучший иностранный фильм на испанском языке

### Грамадский кинофестиваль(Бразилия) в 1995 году
- Лучший режиссёр — Хорхе Фонс
- Лучшая актриса второго плана — Маргарита Санс

### Гвадалахарский кинофестиваль(Мексика) в 1995 году
- Приз зрительских симпатий

### Гаванский кинофестиваль(Куба) в 1995 году
- Лучший режиссёр — Хорхе Фонс
- Лучший сценарий — Висенте Ленеро
- Большой коралл (Первый приз) — Хорхе Фонс

### Парагвайский кинофестиваль(Парагвай) в 1997 году
- Лучшая актриса
- Лучший актёр — Бруно Бихир
- Серебряный Гвоздь — Хорхе Фонс